# Рымару, Йон
Ио́н (Йон) Рыма́ру (рум. Ion Rîmaru; 12 октября 1946 — 23 октября 1971) — румынский серийный убийца, насильник и каннибал, известный как «Бухарестский вампир». В период с 1970 по 1971 годы он убил 4 женщин, за что был приговорён к смертной казни и расстрелян по приговору суда. Отец Иона Рымару также убивал людей, что стало известно после его смерти и казни Иона.

## Биография
Румын по происхождению, Ион Рымару родился в 1946 году в Каракале, рос вместе с двумя братьями, был старшим из них. Отец Рымару ежедневно избивал свою жену на глазах у детей; в конечном счете супруги все же разошлись, и отец переехал жить в Бухарест, где устроился работать водителем в трамвайный парк.
В старших классах школы Ион попал в скандальную ситуацию с совращением несовершеннолетней дочери учителя, позже был осуждён за кражу с отягчающими обстоятельствами.
Поступив с довольно низким баллом на факультет ветеринарии, Рымару начал кое-как учиться, не раз оставаясь на второй год и совершенно не проявляя рвения к получению знаний. Преподаватели отзывались о нём не слишком лестно, называя студента Рымару безынициативным, малограмотным, косноязычным и не обременённым интеллектом и обширным кругом интересов человеком. Однокурсники и соседи по общежитию старались сторониться Иона из-за его странного поведения и некоторой заметной нестабильности. Немного позже его психика и нервная системы были признаны нездоровыми. Кроме всего, было очевидно, что Рымару не контролирует своё либидо, проявляя повышенный интерес к любовным делам прочих студентов.

## Серия убийств
В 1970 году Ион Рымару начал убивать людей. Жертвами маньяка стали женщины, поздно возвращающиеся домой. Преступник использовал различные орудия нападений — от молотка до стального прута и ножа, как случилось с официанткой, поздно возвращавшейся после смены в ресторане. Он выходил на охоту после полуночи, особенно в ненастную погоду — Рымару охотно «работал» в дождь, туман или бурю. Вскоре женщины Бухареста перестали выходить поодиночке после 9 часов вечера. При этом полиция долгое время не реагировала на появление убийцы должным образом, говоря, что все слухи про маньяка сильно преувеличены. Однако вскоре властям всё же пришлось констатировать наличие проблемы. Число жертв Рымару к тому времени равнялось четырём, также он совершил не менее 10 нападений, не закончившихся убийствами. Рымару грабил, избивал, насиловал своих жертв, издевался над ними и даже пил кровь и кусал своих жертв, за что и был прозван «вампиром».

## Арест, cуд и казнь
На улицах города были организованы патрули, усиленные в вечернее и ночное время — 6000 человек, около 100 машин и 40 мотоциклов. Были мобилизованы ночные работники всех заведений — бармены, охрана отелей; огромное количество людей было арестовано по подозрению и ещё большее количество допрошено.
Арестовали Рымару сразу после очередного преступления — он вернулся в общежитие, имея при себе мешок с топором и ножом. Поджидавшие его полицейские заметили на подозреваемом пятна крови и следы борьбы — укусы и царапины.
Рымару предъявили обвинение в 16 тяжких преступлениях. На допросах он молчал, не признавался, но и не отпирался. Держался маньяк отстранённо и бесстрастно. Разоблачить Рымару помогла лишь хитрость — в камеру к преступнику подсадили переодетого полицейского, который разговорил его.
Ион Рымару был приговорён к смертной казни. Зрители встретили приговор аплодисментами. Осуждённый попытался обжаловать приговор, но получил отказ.
23 октября 1971 года Ион Рымару был доставлен для приведения приговора в исполнение в тюрьму в Жилаве. Он отказался идти к месту исполнения приговора и оказывал всяческое сопротивление, а потому его пришлось тащить силой. В итоге Рымару был расстрелян во дворе тюрьмы.
Через год после казни Иона Рымару его отец был признан виновным в четырёх убийствах, происшедших в Бухаресте в 1940-х годах. При этом убийства тех лет и убийства Иона были весьма схожи по обстоятельствам. Отец его умер, выпав из поезда, в возрасте 53 лет, и признали его виновным уже после смерти, по отпечаткам пальцев.